# Giro del Belgio 1923
Il Giro del Belgio 1923, dodicesima edizione della corsa, si svolse in cinque tappe tra il 1º maggio e il 6 maggio 1923, per un totale di 1 379 km e fu vinto dal belga Émile Masson.

## Tappe
| Tappa  | Data      | Percorso            | km    | Vincitore di tappa | Leader cl. generale |
| ------ | --------- | ------------------- | ----- | ------------------ | ------------------- |
| 1ª     | 1º maggio | Bruxelles > Anversa | 297   | Charles Juseret    |                     |
| 2ª     |           | Anversa > Liegi     | 259   | Émile Masson       |                     |
| 3ª     |           | Liegi > Lussemburgo | 284   | Hendrik De Jaegher |                     |
| 4ª     |           | Lussemburgo > Namur | 245   | René Vermandel     |                     |
| 5ª     | 6 maggio  | Namur > Bruxelles   | 294   | Félix Sellier      | Émile Masson        |
| Totale | Totale    | Totale              | 1 379 |                    |                     |

## Dettagli delle tappe

### 1ª tappa
- Bruxelles > Anversa – 297 km

Risultati
| Pos. | Corridore         | Squadra       | Tempo     |
| ---- | ----------------- | ------------- | --------- |
| 1    | Charles Juseret   | Individuale   | 10h41'25" |
| 2    | Émile Masson      | Alcyon-Dunlop | ?         |
| 3    | Denis Verschueren | Wonder-Dunlop | ?         |

### 2ª tappa
- Anversa > Liegi – 259 km

Risultati
| Pos. | Corridore      | Squadra       | Tempo    |
| ---- | -------------- | ------------- | -------- |
| 1    | Émile Masson   | Alcyon-Dunlop | 8h31'36" |
| 2    | Félix Sellier  | Alcyon-Dunlop | ?        |
| 3    | René Vermandel | Alcyon-Dunlop | ?        |

### 3ª tappa
- Liegi > Lussemburgo – 284 km

Risultati
| Pos. | Corridore          | Squadra       | Tempo     |
| ---- | ------------------ | ------------- | --------- |
| 1    | Hendrik De Jaegher | M.Buysse      | 10h55'01" |
| 2    | Félix Sellier      | Alcyon-Dunlop | ?         |
| 3    | René Vermandel     | Alcyon-Dunlop | ?         |

### 4ª tappa
- Lussemburgo > Namur – 245 km

Risultati
| Pos. | Corridore      | Squadra       | Tempo    |
| ---- | -------------- | ------------- | -------- |
| 1    | René Vermandel | Alcyon-Dunlop | 8h26'31" |
| 2    | Félix Sellier  | Alcyon-Dunlop | ?        |
| 3    | Émile Masson   | Alcyon-Dunlop | ?        |

### 5ª tappa
- Namur > Bruxelles – 294 km

Risultati
| Pos. | Corridore      | Squadra       | Tempo     |
| ---- | -------------- | ------------- | --------- |
| 1    | Félix Sellier  | Alcyon-Dunlop | 11h50'17" |
| 2    | Laurent Seret  | Armor-Dunlop  | ?         |
| 3    | René Vermandel | Alcyon-Dunlop | ?         |

## Classifiche finali

### Classifica generale
| Pos. | Corridore         | Squadra       | Tempo     |
| ---- | ----------------- | ------------- | --------- |
| 1    | Émile Masson      | Alcyon-Dunlop | 50h26'33" |
| 2    | Félix Sellier     | Alcyon-Dunlop | a 3'51"   |
| 3    | Nicolas Frantz    | Thomann       | a 4'48"   |
| 4    | Maurice Dewaele   | Wonder-Dunlop | a 12'12"  |
| 5    | René Vermandel    | Alcyon-Dunlop | a 12'57"  |
| 6    | Laurent Seret     | Armor-Dunlop  | a 14'13"  |
| 7    | Denis Verschueren | Wonder-Dunlop | a 18'26"  |
| 8    | Victor Lenaers    | Automoto      | a 29'59"  |
| 9    | Joseph Van Daele  | Aiglon        | a 31'28"  |
| 10   | Odiee Taillieu    | Wonder-Dunlop | a 39'22"  |